# دنبووا وانکا
دنبووا وانکا (به لهستانی:  Dębowa Łąka) یک روستا در لهستان است که در گمینا دنبووا وانکا واقع شده‌است. دنبووا وانکا ۷۵۰ نفر جمعیت دارد.